# Luigi Sepiacci
Luigi Sepiacci, O.S.A., italijanski rimskokatoliški duhovnik, škof in kardinal, * 12. september 1835, Castiglione del Lago, † 26. april 1893, Vatikan.

## Življenjepis
29. maja 1858 je prejel duhovniško posvečenje.
15. marca 1883 je bil imenovan za naslovnega nadškofa Callinicum dei Maroniti; tri dni kasneje je prejel škofovsko posvečenje.
Leta 1885 je bil imenovan za predsednika Papeške eklestične akademije, naslednje leto pa je postal uslužbenec Rimske kurije. 
14. decembra 1891 je bil povzdignjen v kardinala in imenovan za kardinal-duhovnika S. Prisca. 1. avgusta 1892 je bil imenovan za prefekta Kongregacije za odpustke in relikvije.